# Augustus tempel, Pula
Augustus tempel (kroatiska: Augustov hram) är ett kulturmärkt antikt romerskt tempel i Pula i Kroatien. Det är tillägnat den romerska gudinnan Roma och Roms förste kejsare Augustus. Templet uppfördes troligtvis någon gång under Augustus regeringstid 2 f.Kr.-14 e.Kr. Det ligger vid den nordvästra delen av Pulas centrala torg Forum och är en av stadens turistattraktioner.

## Historik
Augustus tempel var ursprungligen en del av en triad bestående av tre tempel. Augustustemplet stod till vänster om det centrala templet. Till höger om det centrala templet stod ett tempel tillägnat gudinnan Diana. Dianas tempel tros ha varit identiskt med Augustus tempel och dess baksida är integrerad i Kommunpalatset, uppfört 1296. Det tidigare centrala palatset finns inte längre.
Från att ha varit ett hedniskt tempel tillägnat Roma och Augustus kom Augustus tempel under den bysantinska tiden att tjäna som kyrka. Senare kom det att tjäna som spannmålsförråd och i början av 1800-talet var ett museum för minnesmärken i sten inrättat i templet. Under andra världskriget och de allierades bombräder mot Pula 1944 träffades templet av en bomb och raserades. Det återbyggdes 1945-1947 och rymmer idag ett lapidarium med antika sten- och bronsskulpturer.

## Arkitektur
Templet är uppfört på ett podium och är en tetrastyl med en prostyl bestående av fyra korintiska kolonner. Byggnaden är cirka 8 meter bred och 17,3 meter lång. Dess rikligt dekorerade friser liknar de som finns på det större och äldre templet Maison Carrée i Nîmes i Frankrike. Ovanför portiken finns en inskription, ursprungligen i brons, som lyder:
ROMAE · ET · AUGUSTO · CAESARI · DIVI · F · PATRI · PATRIAE
För Roma och kejsaren Augustus, den gudomliga sonen, faderlandets fader